# Lyogyrus greggi
Lyogyrus greggi är en snäckart som först beskrevs av Henry Augustus Pilsbry 1935.  Lyogyrus greggi ingår i släktet Lyogyrus och familjen tusensnäckor. Inga underarter finns listade i Catalogue of Life.